# Российское агентство по страхованию экспортных кредитов и инвестиций
Российское агентство по страхованию экспортных кредитов и инвестиций, экспортное страховое агентство ЭКСАР — государственное экспортно-кредитное агентство Российской Федерации, созданное 13 октября 2011 года для осуществления мер поддержки российских экспортёров .
Деятельность АО «ЭКСАР» выведена за рамки Федерального закона №4015-1 «Об организации страхового дела». Основные положения деятельности Агентства  сформулированы в Постановлении Правительства РФ от 22 ноября 2011г. № 964 «О порядке осуществления деятельности по страхованию экспортных кредитов и инвестиций от предпринимательских и политических рисков» .
Единственным акционером ЭКСАР является АО «Российский экспортный центр». Уставный капитал агентства составляет 43,5 млрд рублей. Дочерней организацией ЭКСАР является Государственный специализированный российский экспортно-импортный банк (Росэксимбанк).

## История
Предшественником ЭКСАР было созданное в апреле 1996 году Российское экспортно-импортное страховое общество 
.
В феврале 2014 года глава ВЭБ озвучил планы слияния ЭКСАР и Росэксимбанка. 
В конце 2014 года Петра Фрадкова на посту генерального директора ЭКСАР сменил Андрей Тюльпанов, работавший в компании с 2011 года. 
В 2015 году ЭКСАР и Росэксимбанк были объединены в группу «Российский экспортный центр».
В 2018 году ЭКСАР возглавил Никита Гусаков.
В 2019 году Национальное экспортное кредитное агентство Беларуси «Белэксимгарант» и ЭКСАР подписали соглашение о создании единой платформы перестрахования. Соглашением установлена сумма операций в 500 млн долл, оно предусматривает признание российской стороной перестрахования в «Белэксимгаранте» как надежного обеспечения в качестве альтернативы государственной или банковской гарантии. 
В 2020 году ЭКСАР запустил программу страхования отсрочки платежа для клиентов сегмента МСП
В 2024 году Правительство РФ своим решением разрешило ЭСКАР принимать и передавать в перестрахование риски по торговым кредитам, выданным компаниям внутри российского рынка. До 2026 года ЭСКАР может выделить на поставленные перед ним задачи 100 млрд руб. страховой ёмкости.

## Цели и задачи
ЭКСАР выступает в качестве государственного института поддержки экспорта, реализуя страховой инструментарий защиты экспортных кредитов и инвестиций по следующим направлениям:
- Страхование экспортных кредитов от предпринимательских (коммерческих) и политических рисков;
- Страхование российских инвестиций за пределами РФ от политических рисков

Основные задачи состоят в следующем:
1. Продвижение российского экспорта оборудования и технологий;
2. Обеспечение страховой защитой отечественных экспортёров на новых и рискованных иностранных рынках;
3. Создание и внедрение современной системы финансовой поддержки российского экспорта;
4. Повышение прозрачности российских экспортных операций и международных инвестиций.

Основные продукты экспортно-страхового агентства ЭКСАР:
- Страхование кредита покупателю
- Страхование подтвержденного аккредитива
- Страхование экспортного факторинга
- Страхование кредита на пополнение оборотных средств экспортера
- Страхование гарантии
- Страхование кредита поставщика
- Страхование краткосрочной дебиторской задолженности
- Страхование российских инвестиций за рубежом

## Рейтинги
- Рейтинговое агентство АКРА в 2023 году присвоило АО «Эксар» рейтинговую оценку AAA(RU) со стабильным прогнозом по национальной рейтинговой шкале, в 2024 году рейтинг был подтверждён. В 2024 году агентство присвоило АО «Эксар» рейтинговую оценку ВВВ+ со стабильным прогнозом по международной рейтинговой шкале[14].